# UDRA
União Desportiva Rei Amador, allgemein bekannt als UDRA, ist ein Fußballverein aus dem Süden der Insel São Tomé mit Sitz in der Stadt São João dos Angolares. Der Verein wurde 1995 gegründet. Die Heimspielstätte ist das Campo de Ribeira Peixe. Der Vereinsname bezieht sich auf Rei Amador, eine legendäre Figur der angolarischen Geschichte und des Widerstands gegen die Sklaverei.

## Geschichte
UDRA wurde 1995 gegründet und war einer der ersten Vereine im Distrikt Caué im Süden der Insel. 2007 stieg der Verein erstmals ab, kehrte aber 2009/10 zurück in die erste Liga.
In den Jahren 2011 bis 2013 stieg die Leistung des Vereins stetig: Platz 4 (2011), Platz 3 (2012) und Platz 2 (2013). 2014 wurde UDRA erstmals Regionalmeister und gewann anschließend auch den nationalen Titel. In einem spannenden Finale gegen FC Porto Real (2:1 auswärts, 1:0 zuhause, danach Elfmeterschießen) wurde UDRA zum 12. nationalen Meister.
In den folgenden Jahren gewann UDRA weitere Meisterschaften und Pokale und zählt heute zu den erfolgreichsten Vereinen des Landes. Eine Teilnahme an der CAF Champions League 2018 blieb aus finanziellen Gründen aus.

## Pokalwettbewerbe
UDRA gewann den ersten nationalen Pokal 2013 mit einem 5:1-Sieg über Sundy FC. In den folgenden Jahren errang der Verein weitere Pokalsiege: 2014, 2016 und 2017 – oft mit hohen Ergebnissen wie einem 6:2 gegen Sport Operário e Benfica. UDRA ist damit der dritterfolgreichste Pokalverein São Tomés.

## Erfolge

### National
- Meisterschaft von São Tomé und Príncipe: 3

2014, 2017, 2018
- Nationaler Pokal (Taça Nacional): 4

2013, 2014, 2016, 2017
- Supercup von São Tomé und Príncipe: 2

2014, 2018

## Liga- und Pokalstatistik
| Saison | Liga    | Platz | Sp. | S  | U | N | Tore | Gegentore | Diff. | Punkte | Pokal | Anmerkung                               |
| ------ | ------- | ----- | --- | -- | - | - | ---- | --------- | ----- | ------ | ----- | --------------------------------------- |
| 2011   | 1. Liga | 4.    | 21  | 10 | 4 | 7 | 31   | 18        | +13   | 34     | —     | —                                       |
| 2012   | 1. Liga | 3.    | 18  | 10 | 2 | 6 | 28   | 26        | +2    | 32     | —     | Qualifikation zur Nationalmeisterschaft |
| 2013   | 1. Liga | 2.    | 18  | 12 | 5 | 1 | 37   | 14        | +23   | 41     | Gold  | Qualifikation zur Nationalmeisterschaft |
| 2014   | 1. Liga | 1.    | 18  | 16 | 1 | 1 | 34   | 9         | +25   | 49     | Gold  | Qualifikation zur Nationalmeisterschaft |
| 2015   | 1. Liga | 3.    | 18  | 7  | 7 | 4 | 29   | 20        | +9    | 28     | —     | —                                       |
| 2016   | 1. Liga | 5.    | 22  | 9  | 6 | 7 | 43   | 24        | +19   | 33     | Gold  | —                                       |
| 2017   | 1. Liga | 1.    | 22  | 13 | 7 | 2 | 47   | 20        | +27   | 46     | Gold  | Qualifikation zur Nationalmeisterschaft |

## Statistiken
- Beste Platzierung (Liga): 1. Platz (national)
- Beste Platzierung (Pokal): 1. Platz (national)
- Teilnahmen an nationalen Meisterschaften: 4
- Teilnahmen an nationalen Pokalwettbewerben: 4
- Teilnahmen am nationalen Supercup: 4
- Meiste Tore in einer Saison (Liga): 47 (2017)
- Rekordsieg: 8:0 gegen UD Correia (2016)